# Elwendia cylindrica
Elwendia cylindrica är en växtart i släktet Elwendia och familjen flockblommiga växter.
Arten förekommer i västra och centrala Asien, från Turkiet i väster till Pakistan och Centralasien i öster. Den beskrevs först av Pierre Edmond Boissier och Heinrich Carl Haussknecht och fick sitt nu gällande namn av Michail Pimenov och Jevgenij Kljujkov.